# Iria del Río
Iria del Río (Barcelona, 13 de enero de 1987) es una actriz española de cine, teatro y televisión. Es conocida por interpretar a Estrella Reverte en la serie de TVE Amar en tiempos revueltos, a Carolina Moreno en la serie de Netflix Las chicas del cable y a Anna Ricou en la serie de TV3 Les de l'hoquei.

## Biografía
Iria comenzó su carrera en las pantallas en la serie de Antena 3 Gavilanes, donde interpreta a Leonor. Más adelante, se hizo mayormente conocida por interpretar a Estrella Reverte de Muñoz en la serie de TVE Amar en tiempos revueltos en el año 2012. Más adelante ha participado episódicamente en El ministerio del tiempo, Velvet o La catedral del mar. Recientemente ha participado en Servir y proteger, interpretando a Rocío Casares, en Antidisturbios, como Nuri, y ha protagonizado la serie de TV3 Les de l'hoquei, interpretando a Anna Ricou.
En cine ha participado en El club de los incomprendidos (2014) de Carlos Sedes, interpretando a Beatriz, también en El increíble finde menguante (2019), interpretando a Alba, la protagonista del filme y en la cinta de terror Visitante (2021). Para principios de los 2020, participó en dos película originales de Netflix: Las niñas de cristal (2022) e Infiesto (2023), donde interpretó a la inspectora Marta Castro. Continuó ligada a la plataforma con un pequeño papel en la serie Élite en su quinta temporada.
A finales de 2022 estrenó la serie Fuerza de paz en Televisión Española como la Teniente Lucía Ortega. En 2023 participó en las películas Cenizas en el cielo con un papel secundario y Amanece. Para 2024 tuvo un pequeño papel en el largometraje El bus de la vida, así como un papel secundario en la segunda temporada de la serie de Movistar+ El inmortal.
A finales de 2024 protagonizó la serie dramática Los años nuevos, dirigida y creada por Rodrigo Sorogoyen y coprotagonizada por Francesco Carril.

## Filmografía

### Cine
| Año  | Título                              | Personaje    | Notas        |
| ---- | ----------------------------------- | ------------ | ------------ |
| 2013 | Los dinosaurios ya no viven aquí    | Elisa        | Cortometraje |
| 2014 | El club de los incomprendidos       | Beatriz      |              |
| 2017 | El club de los buenos infieles      | Pibón Marcos |              |
| 2019 | El increíble finde menguante        | Alba         |              |
| 2021 | Visitante                           | Marga        |              |
| 2022 | Las niñas de cristal                | Lidia Solís  |              |
| 2023 | Infiesto                            | Marta Castro |              |
| 2023 | Cenizas en el cielo                 | Noemí        |              |
| 2023 | Amanece                             | Candela      |              |
| 2024 | El bus de la vida                   | Marina       |              |
| 2024 | Apocalipsis Z: El principio del fin | Julia        |              |

### Televisión
| Año       | Título                    | Personaje                 | Notas                                  |
| --------- | ------------------------- | ------------------------- | -------------------------------------- |
| 2010      | Gavilanes                 | Leonor                    | 2 episodios                            |
| 2012      | Amar en tiempos revueltos | Estrella Reverte de Muñoz | Elenco recurrente; 134 episodios       |
| 2013      | Pop Ràpid                 | Moderna                   | 1 episodio                             |
| 2013      | O Faro                    | Extra                     | 1 episodio                             |
| 2014      | La Riera                  | Paula                     | 1 episodio                             |
| 2015      | Los nuestros              | Carmen                    | 2 episodios (miniserie)                |
| 2015      | El ministerio del tiempo  | Silvia                    | 1 episodio                             |
| 2016      | Velvet                    | Antonia                   | Elenco recurrente; 3 episodios         |
| 2017      | Las chicas del cable      | Carolina Moreno           | Elenco principal (T1-T2); 16 episodios |
| 2018      | La catedral del mar       | Blanca                    | Elenco recurrente; 2 episodios         |
| 2018–2019 | Servir y proteger         | Rocío Casares             | Elenco recurrente; 26 episodios        |
| 2019–2020 | Les de l'hoquei           | Anna Ricou Mas            | Elenco principal; 26 episodios         |
| 2020      | Antidisturbios            | Nuri                      | Elenco recurrente; 6 episodios         |
| 2021      | Historias para no dormir  | Cloe                      | Episodio: «El doble»                   |
| 2022      | Élite                     | Greta                     | Elenco recurrente (T5); 4 episodios    |
| 2022–2023 | Fuerza de paz             | Lucía Ortega              | Elenco principal; 8 episodios          |
| 2024      | El inmortal               | Hurtado                   | Elenco recurrente (T2); 5 episodios    |
| 2024      | Los años nuevos           | Ana Varela Martínez       | Protagonista; 10 episodios             |

## Premios y candidaturas
| Año  | Categoría                              | Trabajo nominado | Resultado | Ref.   |
| ---- | -------------------------------------- | ---------------- | --------- | ------ |
| 2025 | Mejor actriz protagonista de una serie | Los años nuevos  | Nominada  | [ 13 ] |

| Año  | Categoría                                  | Trabajo nominado | Resultado | Ref.   |
| ---- | ------------------------------------------ | ---------------- | --------- | ------ |
| 2025 | Mejor interpretación femenina en una serie | Los años nuevos  | Nominada  | [ 14 ] |

| Año  | Categoría                               | Trabajo nominado | Resultado | Ref.   |
| ---- | --------------------------------------- | ---------------- | --------- | ------ |
| 2025 | Mejor actriz protagonista de televisión | Los años nuevos  | Nominada  | [ 15 ] |